# جون جاكوب رودس
جون جاكوب رودس (بالإنجليزية: John Jacob Rhodes)‏ هو محامي وسياسي أمريكي، ولد في 18 سبتمبر 1916 في كونسول غروف في الولايات المتحدة، وتوفي في 24 أغسطس 2003 في ميسا في الولايات المتحدة بسبب سرطان. حزبياً، نشط في الحزب الجمهوري. وقد انتخب عضو مجلس النواب الأمريكي.